# Atarba boliviana
Atarba boliviana är en tvåvingeart som beskrevs av Alexander 1930. Atarba boliviana ingår i släktet Atarba och familjen småharkrankar.
Artens utbredningsområde är Bolivia. Inga underarter finns listade i Catalogue of Life.